# Bandervish
Bandervish è un album discografico del gruppo musicale Radiodervish pubblicato nel 2010.

## Il disco
Il disco è stato realizzato insieme alla banda musicale Giuseppe Verdi di Sannicandro di Bari. L'album è stato arrangiato da Livio Minafra e contiene, oltre a brani già noti del gruppo, anche reinterpretazioni di canzoni tradizionali della musica mediorientale come Fogh en Nakhal e Lamma Badà.
Ad accompagnare il duo storico, composto da Nabil Salameh (voce) e Michele Lobaccaro (chitarra e basso) ci sono in questo lavoro Alessandro Pipino (pianoforte, strumenti acustici), Livio Minafra (fisarmonica), la Banda di Sannicandro di Bari, Pino Minafra (flicorno e tromba), Roberto Ottaviano (sax) e Gaetano Partipilo (sax).

## Tracce
1. Intro - Centro del Mundo
2. L'immagine di te
3. Les Lions
4. L'esigenza
5. Lamma Badà
6. All My Will
7. Avatar
8. Ti protegge
9. Fogh en Nakhal
10. Sea Horses
11. Ainaki
12. Dio pazzo Dio pane